# Ahô... au cœur du monde primitif
Pour plus de détails, voir Fiche technique et Distribution.
Ahô... au cœur du monde primitif est un reportage documentaire de Daniel Bertolino et François Floquet sorti en 1975. Le film présente diverses tribus autochtones d'Indonésie, du Brésil, de la Nouvelle-Guinée et du Cameroun. Il est notamment connu parce que Georges Perec, l'auteur du scénario, en a tiré un chapitre de son roman La Vie mode d'emploi.

## Synopsis
Le documentaire est composé de cinq épisodes précédemment diffusés isolément à la télévision québécoise dans le cadre d'une série intitulée Les Primitifs. Les cinq épisodes, liés entre eux par de brefs enchaînements musicaux, ont pour thèmes communs la forêt équatoriale et les sociétés humaines qui l'habitent :
- Le premier segment (20 min) est consacré à l'entrée en contact d'Apuena Meirelles avec une tribu amazonienne, les Cintas Largas. Après de premiers échanges, Meirelles quitte la tribu pour quelques semaines. Quand il revient, le campement est détruit et la tribu a disparu.
- Le deuxième segment (10 min) concerne la prise de contact de l'ethnologue Francisco Meirelles avec une autre tribu indienne, les Mekranotis et décrit leur vie quotidienne.
- Le troisième segment (20 min) présente les rites de passage dans un village pygmée du Cameroun.
- Le quatrième segment (20 min) traite de la recherche, à Sumatra, d'une tribu fuyante, les Anadalams ou Orang-Kubus. Les membres de l'expédition sont finalement admis dans un village tribal, abandonné au bout de quelques jours par ses habitants.
- Le cinquième segment (15 min) est dédiée à la description d'une tribu de Nouvelle-Guinée et met l'accent sur la fragilité de leur culture[1].

Deux épisodes en particulier, le premier et le quatrième, insistent sur « la motivation passionnée de l'ethnologue, sur son désir intense de rencontrer les tribus qui le fuient », tirant ainsi le sujet du côté de la quête et semblant « hésiter au seuil de la fiction ». La fin du commentaire justifie le titre : « Car l‘homme blanc ne supporte pas ceux qui vont tout nus [...] Car Ahô signifie « c’est ainsi ». »

## Fiche technique
Daniel Bertolino est chef d'expédition, cameraman et réalisateur pour les parties tournées au Cameroun et en Nouvelle-Guinée, tandis que François Floquet joue le même rôle pour les parties tournées au Brésil et en Indonésie.
- Titre : Ahô... au cœur du monde primitif.
- Titre alternatif : Ahô Les Hommes de la forêt[6].
- Réalisation : Daniel Bertolino et François Floquet.
- Scénario : Daniel Bertolino, François Floquet et Georges Perec.
- Conseiller scientifique : Lionel Vallée.
- Narration : Pierre Nadeau, Vincent Davy, Anik Dousseau et Daniel Roussel[7].
- Photographie : François Boucher
- Montage : François Arnaud et Pierre Larocque.
- Ingénieur du son : Hans Peter Strobl.
- Société de production : Via le Monde.
- Pays d'origine : Canada.
- Langue originale : français.
- Format : couleur, 16 mm gonflé en 35 mm[7].
- Genre : Documentaire ethnologique.
- Durée : 91 minutes.
- Date de sortie : 20 novembre 1975 (Canada).

## Distinctions
- Prix du meilleur long métrage canadien non-fiction (1976).

## Réception
Le critique canadien Yves Lever considère le film comme « une des pires fumisteries [dans le genre du documentaire ethnographique] qu'il nous ait été donné de voir dans les dix dernières années » et reproche en particulier au commentaire de Perec d'être « redondant », « édifiant » et « verbeux ».

## Reprise dansLa Vie mode d'emploi
Sur le conseil de Bernard Queysanne qui venait de réaliser Un homme qui dort tiré du livre éponyme de Georges Perec, Bertolino et Floquet proposent à ce dernier de rédiger un commentaire du film. Leur collaboration se déroule sur deux semaines, en avril 1975 à Montréal. Finalement, le commentaire récité n'occupe qu'une place relativement discrète au regard de la bande son d'origine et n'intervient que pour introduire, conclure ou apporter un complément d'information. Perec rapporte en 1981 : 

« [Le film] est l'histoire d'une équipe de télévision française travaillant au Canada qui faisait une série de films sur ceux qui s'appelaient « les hommes de la forêt ». Ils sont allés en Amérique du Sud, en Afrique (filmer les Pygmées) et en Nouvelle-Guinée avec un guide nommé Soelli comme dans mon livre. J'ai vu leur film et j'en ai fait le commentaire. Ils sont arrivés dans un village à peu près désert et, au bout de trois jours, les gens qui vivaient dans ce village sont partis. Eux ont mis très longtemps à entrer en contact avec cette tribu qui ne voulait pas du tout les rencontrer [...] cette histoire m'a profondément ému car elle est exemplaire de la démarche anthropologique : si on veut aller voir les sauvages, ils n'ont, eux, aucune envie d'être observés ! Aussi ai-je décidé d'écrire une fiction là-dessus. »

Isabelle Dangy relève plusieurs « résurgences » du commentaire du film dans La Vie mode d'emploi : au chapitre LXXII, celle d'une « assez curieuse séquence » du film de Bertolino sur les Papous, montrant « des jeunes filles indigènes en tutu sur une plage, les seins nus, occupées à exécuter des mouvements de danse sur une musique désuète » ; le souvenir de la « tendre familiarité qui unit les Papous à des porcelets » dans les allusions au porc de Flourens au chapitre XXIII ; mais surtout l'histoire de l'ethnologue Appenzzell au chapitre XXV : « il ne s'agit pas d'une citation unique et longue, mais d'une quantité de reprises de détails (parfois une phrase entière, parfois seulement un ou deux groupes nominaux [avec] de légères modifications », ce qui laisse à penser qu'il a écrit ce chapitre avec le tapuscrit du commentaire du film sous la main. Perec s'est servi, selon Dangy, du commentaire du film pour « la couleur locale, à propos du par exemple du salut indonésien ou de la faune de Sumatra », mais aussi pour « le mouvement d'ensemble, la poursuite éperdue d'une tribu « évitiste » et le refus [de contact] signifié par ses membres, refus d'autant plus déroutant et même offensant qu'il s'exprime non par l'agressivité mais par l'indifférence ostensible ». En outre, l'idée de la « régression volontaire » des Kubus, suggérée dans le film sous forme de questions, est « récupérée et amplifiée » dans le roman, de même que l'interrogation qui « sous-tend » le documentaire sur « la position de l'ethnologue et la nature du désir qui entraîne celui-ci vers l'homme primitif », avec une attention particulière portée aux « conditions extrêmement pénibles, physiquement et affectivement, dans lesquelles s'effectue l'enquête ethnologique » et à « l'ascèse consentie par le savant-explorateur ». Dangy note également que certains passages du roman « se font l'écho d'un intérêt du cinéaste pour l'image du corps et du visage humain » et remarque que le souvenir du quatrième épisode du documentaire, celui chez les Kubus, est en partie fusionné dans le roman avec celui du premier, chez les Cintas Largas, le personnage d'Appenzzell partageant certains traits (et plusieurs lettres de son nom) avec le chef de l'expédition amazonienne, Apuena Meirelles, en particulier l'intérêt porté au langage. Au total, estime Dangy, « certaines images de Ahô, dont le portrait du jeune sauvage et celui d'Apueno Meirelles, sont suspendues dans La Vie mode d'emploi comme autant de tableaux invisibles ».